# Phare de Maryport
Le phare de Maryport est un petit phare situé sur une jetée de Maryport dans le district non métropolitain d'Allerdale, dans le comté du Cumbria en Angleterre. Il a remplacé en 1996 le phare de Maryport Old.
Ce phare a été géré par la Trinity House Lighthouse Service de Londres, l'organisation de l'aide maritime des côtes de l'Angleterre. Il appartient désormais au Maryport Harbour & Marina.

## Histoire
Ce petit phare a été construit en 1996, en remplacement du vieux phare. C'est une tour carrée d'aluminium de 6 m de haut dont le feu est alimenté à l'électricité. Il est la plus petite balise réalisée par Trinity House. Il est accessible en marchant sur la jetée.
Identifiant : ARLHS : ENG-080 - Amirauté : A4676 - NGA : 4860 .
|                      |
| L'entrée de Maryport |

|                  |
| Le nouveau phare |

### Lien connexe
- Liste des phares en Angleterre